# Резовська
Резовська (болг. Резовска река) — річка в південній частині Болгарії, впадає в Чорне море.
Довжина річки становить 112 км, площа басейну — 738 км². У верхній течії протікає глибокою ущелиною, яка поступово збільшується до моря. Протягом майже 70 км річкою проходить державний кордон між Болгарією та Туреччиною. Гирло річки Резовська є крайньою південною точкою болгарського узбережжя. Найбільша притока — річка Велика.